# FV4333 Stormer
FV4333 Stormer — британский бронетранспортёр, созданный на базе агрегатов лёгкого танка FV101 Scorpion на базе CVR(T). Был разработан компанией Alvis Vickers.

## История
Боевая бронированная машина FV4333 Stormer была разработана правительственным центром НИОКР. За основу были взяты узлы и агрегаты от машин семейства Alvis Scorpion.
Первый прототип был построен в 1970-х годах. Серийное производство началось в 1981 году. 

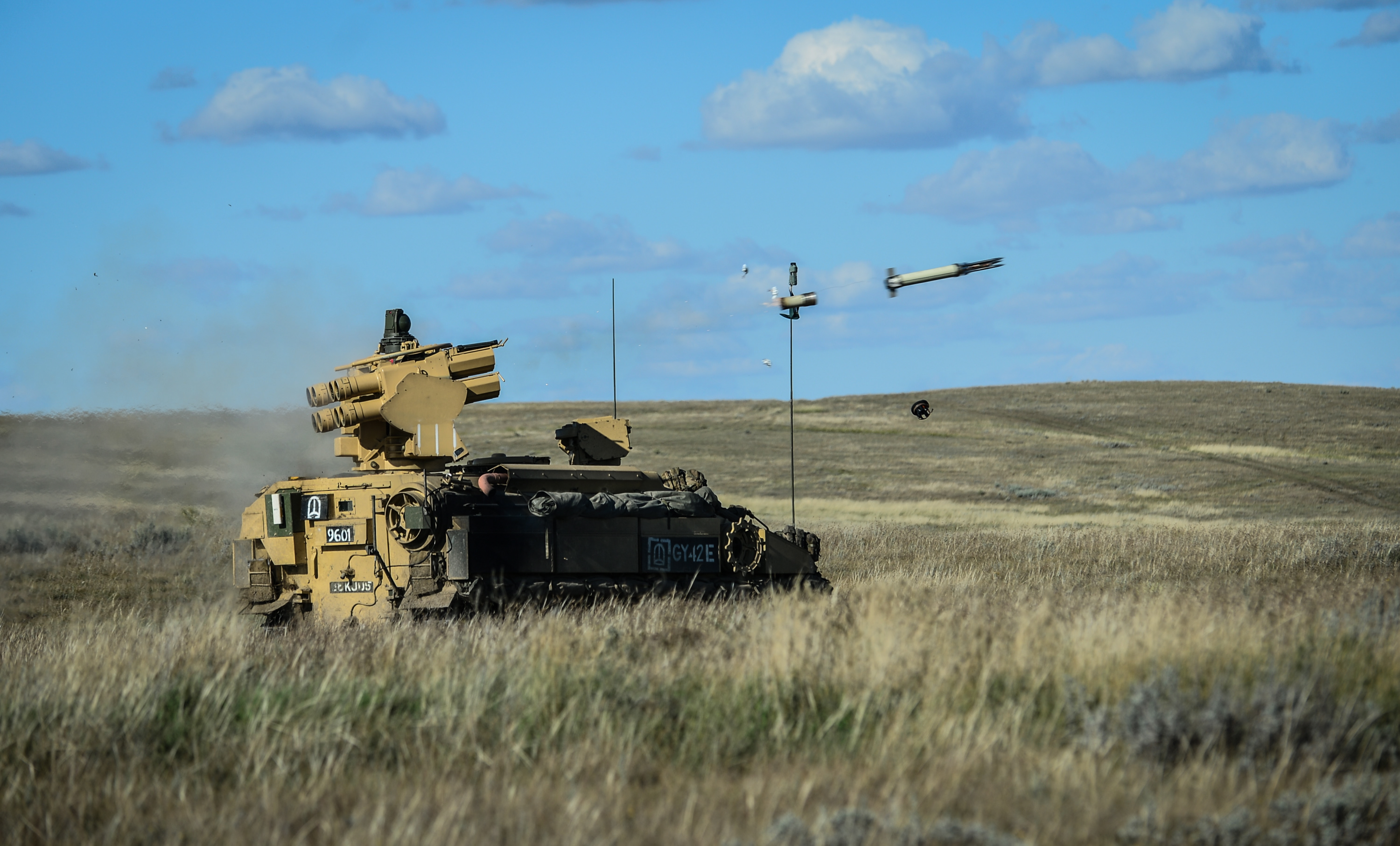
Stormer HVM оснащённый ракетами Starstreak

Первые три единицы были направлены в США для испытаний лёгких бронемашин (программа LAV - Light Armored Vehicle). Следующие 25 единиц были направлены в Малайзию, причём 12 из них оснастили башней Helio FVT900 с 20-мм автоматической пушкой и 7,62-мм пулемётом. На остальные машины установили башню TH-1 (разработка компании Thyssen-Henschel). В 1986 году британская армия заказала бронетранспортеры Stormer, оснащённые управляемыми ракетами Starstreak.

## Модификации
- Stormer — базовая модификация.
- Stormer 30 — разведывательный бронетранспортёр, оборудованный 30-мм автоматической пушкой Bushmaster II.

## Машины на базе
- Stormer 30 — БРМ с 30-мм пушкой
- Stormer 81-mm Mortar Carrier — самоходный 81-мм миномёт.
- Stormer 120-mm Mortar Carrier — самоходный 120-мм миномёт.
- Stormer Air Defence (with guns) — самоходная зенитная установка (вооружена пулемётами).
- Stormer Air Defence (with missiles) — самоходная зенитная установка (вооружена ракетами Starstreak HVM).
- Stormer Ambulance — бронированная медицинская машина.
- Stormer Armoured Command Vehicle — командно-штабная машина.
- Stormer Armoured Control Vehicle — машина управления.
- Stormer Bridge Layer — мостоукладчик.
- Stormer Engineer Vehicle — инженерная машина.
- Stormer HVM — ЗРК войсковой ПВО с установленными 8 ракетами Starstreak (общий боекомплект - до 20 ракет)[2]
- Stormer Logistics Vehicle — машина снабжения.
- Stormer Mine Layer — самоходный миноукладчик.
- Stormer Recovery Vehicle — бронированная ремонтно-эвакуационная машина.

## Операторы
- Индонезия — 40
- Малайзия[3]
- Оман — 4

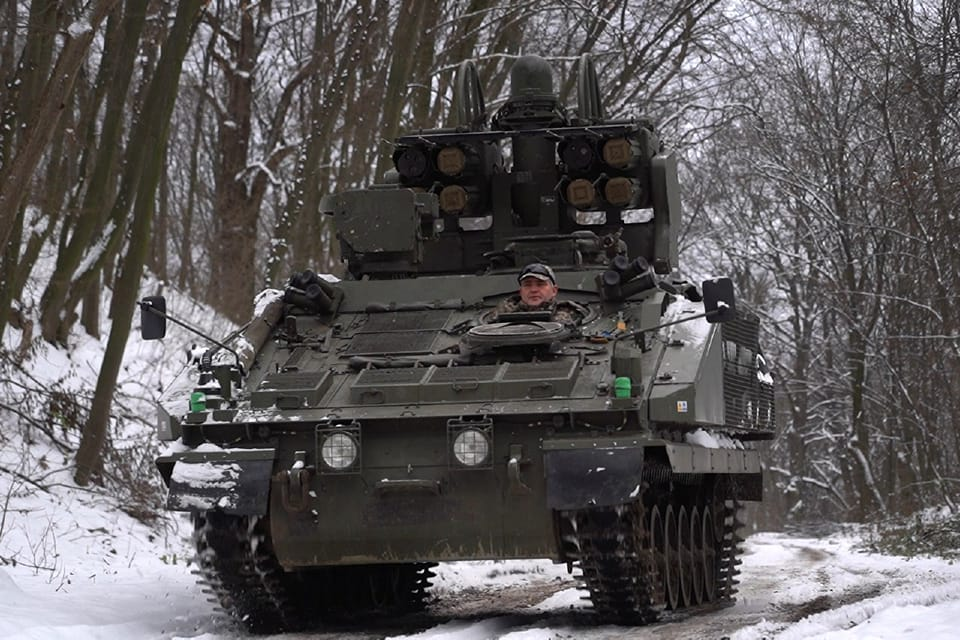
Украинский Stormer HМV

- Великобритания — 60 FV4333 Stormer с ракетами ПВО Sunstreak на вооружении по состоянию на 2024 год[4].
- Украина — 6 FV4333 Stormer HVM по состоянию на 2024 год[5], поставленные Великобританией[6][7][8].